# Tecnocrítica
Tecnocrítica es una rama de la teoría crítica dedicada al estudio de los cambios tecnológicos.
La tecnocrítica trata a la transformación tecnológica como los cambios históricamente específicos en las prácticas personales y sociales de la investigación, invención, regulación, distribución, promoción, apropiación, el uso y el discurso, más que como una acumulación autónoma o socialmente indiferente de los inventos útiles, o como una narrativa acrítica de lineal "progreso", "desarrollo" o "innovación".
La tecnocrítica estudia estas prácticas personales y sociales en su cambio de importancia práctica y cultural. En él se documentan y analizan tanto sus usos privados y públicos, y con frecuencia se dedica especial atención a las relaciones entre estos diferentes usos y dimensiones. Temas recurrentes en el discurso tecnocrítico incluyen la deconstrucción de conceptos esencialistas como "salud", "naturaleza", "humano" o "norma".
La teoría Tecnocritica puede ser "descriptiva" o "prescripción" en el tono. Formas descriptivas de la tecnocrítica incluyen algún conocimiento en la historia de la tecnología, estudios de ciencia y tecnología, estudios de cibercultura y de la filosofía de la tecnología. Las formas más prescriptivas de tecnocrítica se pueden encontrar en las diversas ramas de tecnoética, por ejemplo, la crítica de medios, infoética, la bioética, la neuroética, roboética, nanoética, la evaluación del riesgo existencial y algunas versiones de la ética ambiental y teoría del diseño ambiental.
Las figuras que participan en el conocimiento y teoría de la tecnocrítica incluyen a Donna Haraway y Bruno Latour (que trabajan en el campo estrechamente relacionado de estudios de la ciencia), N. Katherine Hayles (que trabaja en el campo de la literatura y la ciencia), Phil Agree y Mark Poster (que trabajan en la historia intelectual), Marshall McLuhan y Friedrich Kittler (que trabajan en el campo estrechamente relacionado de estudio de los medios), Susan Squier y Richard Doyle (que trabajan en el campo relacionado de la sociología médica), y Hannah Arendt, Walter Benjamin, Martin Heidegger y Michel Foucault (que alguna vez escribieron sobre la filosofía de la tecnología).La tecnocrítica puede yuxtaponerse con una serie de otras áreas interdisciplinarias innovadoras del conocimiento que han surgido en los últimos años como la tecnociencia y la tecnoética.